# José Manuel Lara Bosch

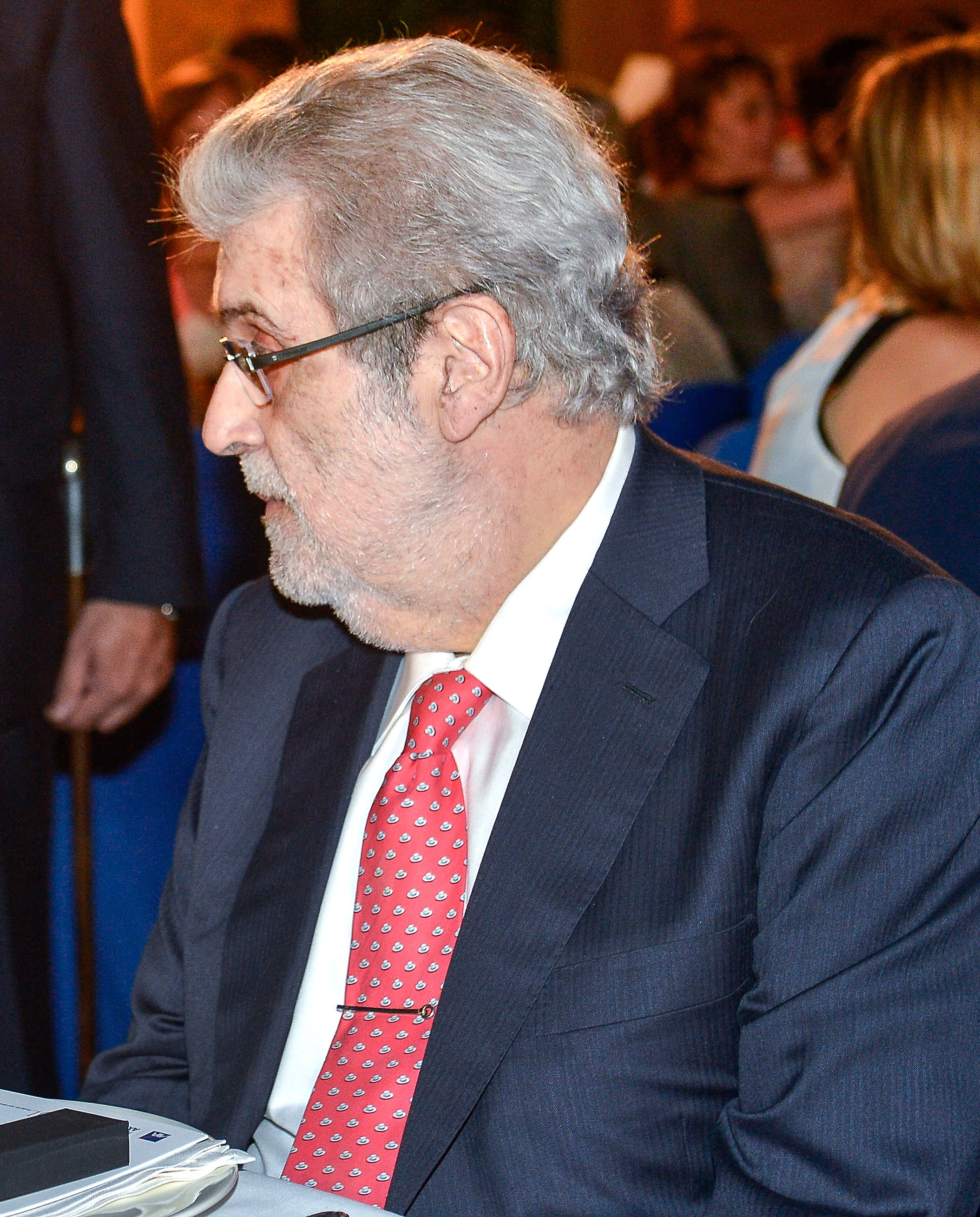
Lara Bosch em junho de 2005

José Manuel Lara Bosch (8 de março de 1946 – 31 de janeiro de 2015) foi um executivo da mídia e empresário espanhol. Foi CEO do Grupo Planeta a partir de 2003 e da Atresmedia a partir de 2012. Bosch nasceu em Barcelona, Espanha.
Bosch morreu em Barcelona, Espanha, de cancro pancreático, aos 68 anos. Ele deixou a sua esposa de 40 anos, Consuelo García Píriz e seus quatro filhos.